# Баџа
Баџа (тур.  — „димњак”), отвор, рупа на крову или зиду кроз који излази дим или улази светлост; отвор за дим и ваздух на пекарској пећи и ракијском казану  и сл.; димњак; отвор на дашчаном крову куће кроз који излази дим.

## Порекло речи
Реч баџа (тур.  — „димњак”) је настала од (перс. bage — „велики отвор, рупа”).

## Још значења речи баџа
- Трошарина, Царина,
- Баџак, пашеног – муж женине сестре,
- Старица, сиромашна жена,  стара кућна служавка и
- Мали и неугледан човек  (Данас супротно значење: главни, важан, незамењив)[1]